# Rainbow Quartz International
Rainbow Quartz International är ett oberoende skivbolag som startades 1992 i New York av musikadvokaten Jim McGarry. Det har tre huvudkontor i världen; New York i USA, Kent i Storbritannien och Ontario i Kanada.